# Polohî, Prîlukî
Polohî (în ucraineană Пологи) este un sat în comuna Piddubivka din raionul Prîlukî, regiunea Cernihiv, Ucraina.

## Demografie
Componența lingvistică a localității Polohî
     Ucraineană (94,74%)
     Rusă (5,26%)
Conform recensământului din 2001, majoritatea populației localității Polohî era vorbitoare de ucraineană (94,74%), existând în minoritate și vorbitori de rusă (5,26%).